# (39455) 4091 T-3
4091 T-3 (asteroide 39455) é um asteroide da cintura principal. Possui uma excentricidade de 0.09491020 e uma inclinação de 8.03429º.
Este asteroide foi descoberto no dia 16 de outubro de 1977 por Cornelis Johannes van Houten e Ingrid van Houten-Groeneveld e Tom Gehrels em Palomar.